# Dorymyrmex medeis
Dorymyrmex medeis é uma espécie de formiga do gênero Dorymyrmex.